# Stazione di Thiene
Stazione di Thiene vasútállomás Olaszországban, Veneto régióban, Thiene településen.

## Vasútvonalak
Az állomást az alábbi vasútvonalak érintik:
- Vicenza-Schio-vasútvonal

## Kapcsolódó állomások
A vasútállomáshoz az alábbi állomások vannak a legközelebb: 
- Stazione di Marano Vicentino
- Stazione di Villaverla-Montecchio